# Selección femenina de hockey sobre hielo de Suiza
La selección femenina de hockey sobre hielo de Suiza es el equipo femenino de hockey sobre hielo que representa a Suiza. Participó en los Juegos Olímpicos de 2022 llegando hasta los semifinales.